# 颜万荣
颜万荣（1934年—），男，上海人，中华人民共和国外交官，曾任中华人民共和国驻长崎总领事。

## 生平
颜万荣曾任驻日本大使馆一等秘书。1988年10月，出任中华人民共和国驻长崎总领事。1992年3月，自驻长崎总领事离任。